# بريغيته تسيبريس
بريغيته تسيبريس (بالألمانية: Brigitte Zypries)‏ (مواليد 16 تشرين الثاني 1953) سياسية ألمانية. منذ كانون الثاني عام 2017، تشغل منصب وزيرة الاقتصاد والطاقة، حيث كانت قبل ذلك وزيرة الدولة للشؤون البرلمانية منذ كانون الأول عام 2013، أنيطت بها مهمة تنسيق سياسات الطيران والفضاء في ألمانيا. في السابق، كانت وزيرة العدل الاتحادية 2002-2009 ووزيرة الدولة في وزارة الداخلية الاتحادية 1998-2002. وهي عضو في الحزب الديمقراطي الاجتماعي الألماني (SPD).

## روابط خارجية
- بريغيته تسيبريس على موقع مونزينجر (الألمانية)

- بريغيته تسيبريس (بالألمانية)

- "أصوات حول معاداة السامية"، مقابلة مع بريغيته تسيبريس، متحف الولايات المتحدة التذكاري للمحرقة